# Nobody Told Me
Nobody Told Me (englisch für „Niemand hat es mir gesagt“) ist ein Lied von John Lennon aus dem Jahr 1980, das von ihm geschrieben und in Kooperation mit Yoko Ono produziert wurde. Es erschien im Januar 1984 als Single und im selben Monat auf dem Album Milk and Honey.

## Hintergrund

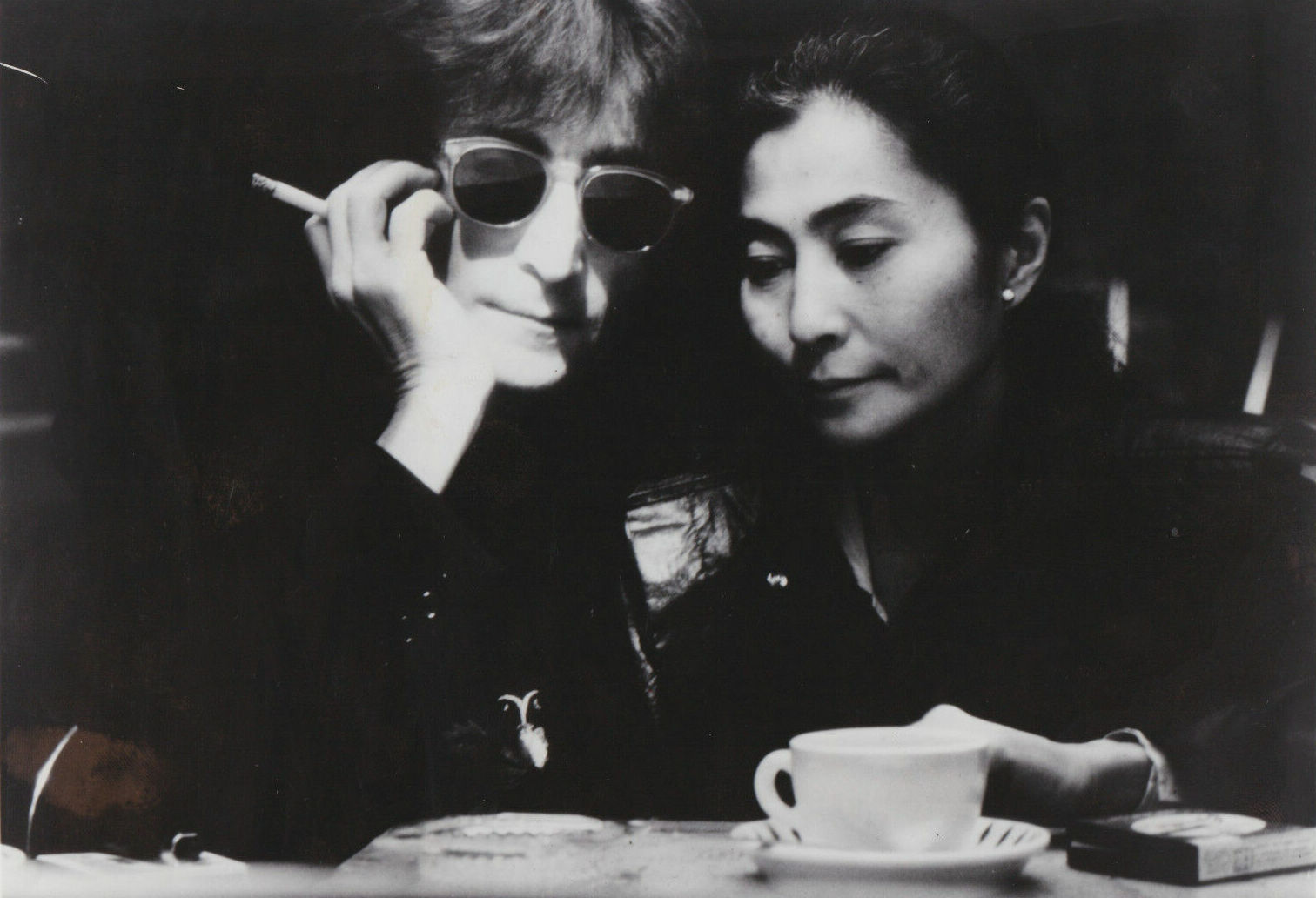
John Lennon und Yoko Ono, 1980

John Lennon begann den Song 1976, als er ein Heimdemo mit dem Titel „Everybody’s Talkin’, Nobody’s Talkin“ aufnahm. Das Lied, das auf einem Klavier mit einer Drummachine-Unterstützung eingespielt wurde, enthielt schon den größten Teil des finalen Textes von Nobody Told Me.
Lennon fügte dem Demo von 1976 später weiteren Gesang und eine akustische Gitarrenspur hinzu, bevor er Double Fantasy aufnahm. Diese Version enthielt den Refrain von Nobody Told Me. Später nahm er eine neue Version des Songs auf, die ursprünglich für Ringo Starr bestimmt war. Das Demo wurde auf akustischer Gitarre mit einem Drumcomputer aufgenommen. Starr zog den Song für sein 1981 erschienenes Album Stop and Smell the Roses in Betracht, aber nach John Lennons Tod entschied er, dass er keinen seiner Songs aufnehmen konnte.
Eine der Zeilen des Liedes, „There's a little yellow idol to the north of Katmandu“, stammt aus den ersten Zeilen von J. Milton Hayes’ Gedicht „The Green Eye Of The Little Yellow God“ aus dem Jahr 1911. Nobody Told Me enthielt auch die Zeile „There’s UFOs over New York, and I ain’t too surprised“. Inspiriert wurde dies von Lennons angeblicher Sichtung eines UFOs im Jahr 1974. In den Liner Notes seines Albums Walls and Bridges steht: „Am 23. August 1974 um 9 Uhr sah ich ein U.F.O. – J.L.“. Insgesamt ist der Text zu Nobody Told Me eine gesellschaftspolitische und persönliche Analyse von John Lennon.

## Musikvideo
Ein Musikvideo zu Nobody Told Me wurde 1984 veröffentlicht, das Lennon und Ono in Archivmaterial aus den frühen 1970er Jahren zeigt. Der Großteil des Videoinhalts wurde aus neu übertragenem Filmmaterial und Outtakes aus Lennons und Onos Film Imagine aus dem Jahr 1971 geschnitten. In dem Musikvideo sind außerdem Phil Spector, George Harrison, Dick Cavett, Fred Astaire, Andy Warhol und Miles Davis zu sehen.

## Aufnahme

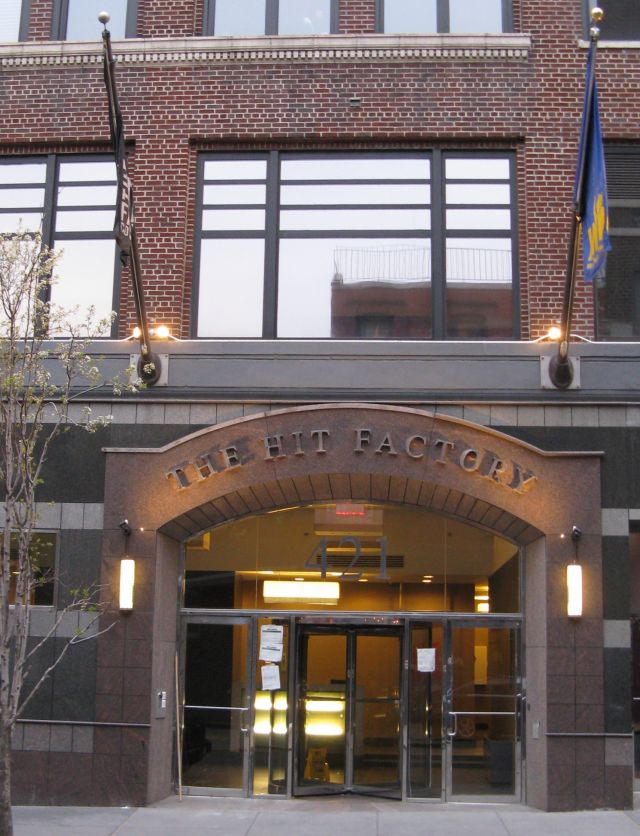
Aufnahmestudio The Hit Factory

Die Aufnahmesessions für Nobody Told Me fanden am 7. August 1980, am zweiten Tag der Double-Fantasy-Sessions, im Studio The Hit Factory in New York statt, wobei Jack Douglas, John Lennon und Yoko Ono als Produzenten fungierten. Lee DeCarlo, John Smith, James Ball, Tony Davillo und Julie Last waren die Toningenieure der Aufnahme.
Nobody Told Me wurde nicht für das Album Double Fantasy verwendet und auch nicht fertiggestellt. Im Jahr 1983 nahm Yoko Ono die Arbeiten an dem Album Milk and Honey wieder auf. Die Abmischungen und weitere Bearbeitungen erfolgten in den A and R Studios und Sterling Sound Studios in New York sowie in den The Automatt Studios in San Francisco. Toningenieure waren Jon Smith, Michael Barbiero und Steve Thompson.
Von Nobody Told Me wurden 1980 zehn Takes aufgenommen. Take 1 wurde 1998 auf dem Boxset John Lennon Anthology veröffentlicht.
Obwohl der Musikproduzent Jack Douglas 1980 an der Produktion von Nobody Told Me beteiligt war, wird er nicht als Koproduzent erwähnt. Ein Grund könnte gewesen sein, dass Yoko Ono und Jack Douglas seit Juli 1981 eine gerichtliche Auseinandersetzung über die Höhe der Produktionstantiemen für das Album Double Fantasy hatten.
Besetzung:
- John Lennon: Gesang, E-Gitarre
- Earl Slick: E-Gitarre
- Hugh McCracken: E-Gitarre
- Tony Levin: Bassgitarre
- George Small: Keyboard
- Andy Newmark: Schlagzeug
- Arthur Jenkins: Perkussion

## Veröffentlichung

### Singleveröffentlichungen
- Im Vorfeld des Albums Milk and Honey erschien am 9. Januar 1984 in Großbritannien und am 6. Januar in den USA[3] die Single Nobody Told Me / O’Sanity. Auf der B-Seite befindet sich die Yoko-Ono-Komposition O’Sanity. In den USA wurden zwei verschiedene Promotion-Singles hergestellt: eine 7″-Vinyl-Single, die auf beiden Seiten Nobody Told Me enthält[4] und eine 12″-Vinyl-Single,[5] die die Lieder Nobody Told Me/O’Sanity enthält. Die britische 7″-Promotion-Single ist einseitig bespielbar und enthält das Lied Nobody Told Me.[6]
- Am 30. April 1990 erschien in den USA die Single Nobody Told Me / I’m Stepping Out.[7]

### Albumveröffentlichungen
- Am 23. Januar 1984 erschien das Album Milk and Honey auf dem sich Nobody Told Me befindet.
- Auf der John Lennon Anthology erschien am 2. November 1998 ein Outtake (Take 1).
- Am 1. Oktober 2010 erschien Signature Box, dass das Album Home Tapes beinhaltet, dieses enthält ein Homdemo von Nobody Told Me.
- Nobody Told Me befindet sich auf folgenden John Lennon-Kompilationsalben: Lennon, Lennon Legend: The Very Best of John Lennon, Instant Karma: All-Time Greatest Hits, Working Class Hero: The Definitive Lennon, Gimme Some Truth, John Lennon Collector’s Edition, Signature Box.
- Am 9. Oktober 2020 erschien das Kompilationsalbum GIMME SOME TRUTH. (Doppel-CD), das neuabgemischte Lieder beinhaltet, so auch Nobody Told Me.

## Chartplatzierungen
Nobody Told Me war das erste ausgekoppelte Lied aus dem Album Milk and Honey. Die Single erreichte in Großbritannien Platz sechs, in den Vereinigten Staaten Platz acht und in Deutschland Platz 55 in den jeweiligen Charts.
| ChartsChartplatzierungen       | Höchstplatzierung | Wochen |
| ------------------------------ | ----------------- | ------ |
| Deutschland (GfK)              | 55 (4 Wo.)        | 4      |
| Vereinigte Staaten (Billboard) | 5 (14 Wo.)        | 14     |
| Vereinigtes Königreich (OCC)   | 6 (6 Wo.)         | 6      |

## Coverversionen
Es gibt 13 Coverversionen von Nobody Told Me.